# Халима бинт Абу Зуайб
Хали́ма бинт Абу́ Зуайб, известная как Хали́ма ас-Сади́я (араб. حليمة السعدية‎) — кормилица исламского пророка Мухаммеда. Кормила его до четырёх лет. Халима и её муж аль-Харис принадлежали к роду Сад ибн Бакр арабского племени хавазин.

## Биография
В год, когда родился Мухаммед, род Сад ибн Бакр прибыл в Мекку для того, чтобы взять детей на попечение. Кормилицы предпочитали брать детей, у которых были живы отцы. Несмотря на то, что отец Мухаммада умер до его рождения, Халима взяла 8-дневного мальчика. Согласно исламскому преданию, в связи с засухой и голодом Халима не могла прокормить собственного ребёнка, но после того, как она взяла Мухаммада, она смогла давать достаточное количество молока для Мухаммеда и её собственного сына.
Сад ибн Бакр жили в Худайбии, затем в Медине. Когда Мухаммеду было два года Халима хотела вернуть ребёнка матери, но Амина бинт Вахб попросила Халиму оставить ребёнка ещё на какое-то время.
Когда Мухаммед был женат на Хадидже, Халима пожаловалась ему на своё бедственное положение, и Мухаммед попросил Хадиджу дать ей 40 овец. После начала пророческой миссии Мухаммада Халима и её муж пришли к Мухаммаду и приняли ислам. В день Хунайны, когда Халима пришла к пророку Мухаммеду, он снял одежду и постелил её перед ней для того, чтобы она села.
У Халимы было трое детей: сын Абдуллах, дочери Аниса и Хузафа.